# Чавес, Джанфранко
Джанфра́нко Ча́вес Массо́ни (исп. Gianfranco Chávez Massoni; род. 10 августа 1998, Лима) — перуанский футболист, защитник клуба «Спортинг Кристал».
В 2022 году сыграл один матч за сборную Перу.

## Клубная карьера
Чавес — воспитанник клуба «Спортинг Кристал». 14 апреля 2017 года в матче против «Альянса Лима» он дебютировал в перуанской Примере. В 2018 году Чавес на правах аренды перешёл в «Депортиво Купсол». 4 августа в матче против «Хуан Аурич» он дебютировал в перуанской Сегунде. 2 сентября в поединке против «Вилли Серрато» Джанфранко сделал «дубль», забив свои первые голы за «Депортиво Купсол». После окончания аренды игрок вернулся в «Спортинг Кристал». 8 октября 2020 года в поединке против «Депориво Мунисипаль» Джанфранко забил свой первый гол за команду. В том же году он помог клубу выиграть чемпионат.

## Международная карьера
В 2017 году в составе молодёжной сборной Перу Чавес принял участие в молодёжном чемпионате Южной Америки 2017 года в Эквадоре. На турнире он сыграл в матче против команды Аргентины, Боливии, Венесуэлы и Уругвая.
В 2019 году Чавес в составе олимпийской сборной Перу принял участие в домашних Панамериканских играх. На турнире он сыграл в матчах против Гондураса, Ямайки и Эквадора. В 2020 году принимал участие в предолимпийском турнире КОНМЕБОЛ.
21 января 2022 года в товарищеском матче против сборной Ямайки Чавес дебютировал за сборную Перу.

## Достижения
Клубные
 «Спортинг Кристал»
- Победитель перуанской Примеры — 2020